# متوکسی‌آمین
متوکسی‌آمین (به انگلیسی: Methoxyamine) یک ترکیب آلی با فرمول CH3ONH2 است. همچنین O-methylhydroxylamine
نامیده می‌شود، که یک مایع فرار بی‌رنگ است که محلول در آب و حلال‌های آلی قطبی است. متوکسی‌آمین یک مشتق از هیدروکسیلینین با هیدروکسیل هیدروژن جایگزین شده توسط متیل گروه است. همچنین می‌توان آن را به عنوان یک مشتق از متانول که یک هیدروژن آن با گروه آمین جایگزین شده معرفی کرد.
متوکسی‌آمین یک ایزومر N-متیل‌هیدروکسیل‌آمین و متانول‌آمین است که در واکنش گرماده (-56 kJ / mol) به متان و نیتروکسیل تجزیه می‌شود مگر اینکه به عنوان نمک هیدروکلراید ذخیره شود.